# Slattery's People
Slattery's People è una serie televisiva statunitense in 36 episodi trasmessi per la prima volta nel corso di 2 stagioni dal 1964 al 1965.
È una serie drammatica del sottogenere legale. Fu cancellata dalla CBS a metà della seconda stagione e sostituita da Le cause dell'avvocato O'Brien.

## Trama
Francis James Slattery è un investigatore statale che affronta vari casi, in particolare quelli derivante dalle ingiustizie di tipo sociale o da misfatti politici (dall'aborto ai primi tentativi di sorveglianza elettronica della popolazione da parte del governo).

## Personaggi e interpreti

### Personaggi principali
- James Slattery (36 episodi, 1964-1965), interpretato da Richard Crenna.

### Personaggi secondari
- Bert Metcalf (3 episodi, 1964-1965), interpretato da Tol Avery.
- Amministratore (3 episodi, 1964-1965), interpretato da Robert Stevenson.
- B.J. Clawson (3 episodi, 1964-1965), interpretato da Maxine Stuart.
- Frank Radcliff (3 episodi, 1964), interpretato da Edward Asner.
- Johnny Ramos (3 episodi, 1964), interpretato da Paul Geary.
- Amministratore (2 episodi, 1964-1965), interpretato da S. John Launer.
- Harry Daniels (2 episodi, 1964-1965), interpretato da Judson Pratt.
- Clyde Crane (2 episodi, 1964-1965), interpretato da Carl Benton Reid.
- Carstairs (2 episodi, 1964-1965), interpretato da Len Wayland.
- Karl Frankic (2 episodi, 1965), interpretato da Eduardo Ciannelli.
- Owen Gregory (2 episodi, 1965), interpretato da Sidney Clute.
- Grant (2 episodi, 1965), interpretato da Russ Conway.
- John Gait (2 episodi, 1965), interpretato da Lloyd Gough.
- Adam Smith (2 episodi, 1965), interpretato da William Hansen.
- Sceriffo Cooper (2 episodi, 1965), interpretato da Michael Hinn.
- Lou Shepley (2 episodi, 1965), interpretato da Gene Lyons.
- Jasper Bennett (2 episodi, 1965), interpretato da Frank Marth.
- Tenente Wayne Altman (2 episodi, 1965), interpretato da Carroll O'Connor.
- Eugene Henson (2 episodi, 1965), interpretato da Warren Oates.
- Anson Holbrook (2 episodi, 1965), interpretato da Ford Rainey.
- Liz Andrews (1965), interpretata da Kathie Browne.
- Mike Valera (1965), interpretato da Alejandro Rey.
- Wendy Wendkoski (1965), interpretata da Francine York.

## Produzione
La serie, ideata da James Moser, fu prodotta da Matthew Rapf per la Bing Crosby Productions e girata nei Desilu Studios a Culver City, in California.

### Registi
Tra i registi sono accreditati:
- Lamont Johnson in 5 episodi (1964-1965)
- Robert Gist in 3 episodi (1964-1965)
- Richard C. Sarafian in 3 episodi (1965)
- Marc Daniels in 2 episodi (1965)
- Gerald Mayer in 2 episodi (1965)
- Leo Penn in 2 episodi (1965)
- Allen Reisner in 2 episodi (1965)

### Sceneggiatori
Tra gli sceneggiatori sono accreditati:
- James E. Moser in 36 episodi (1964-1965)
- Jack Guss in 4 episodi (1964-1965)
- William P. McGivern in 4 episodi (1964-1965)
- Bob Duncan in 3 episodi (1965)
- Wanda Duncan in 3 episodi (1965)
- Preston Wood in 3 episodi (1965)
- Dean Riesner in 2 episodi (1964-1965)
- Norman Katkov in 2 episodi (1964)
- Pat Fielder in 2 episodi (1965)
- David Karp in 2 episodi (1965)
- Sheldon Stark in un episodio (1965)
- Michael Zagor in un episodio (1965)

## Distribuzione
La serie fu trasmessa negli Stati Uniti dal 21 settembre 1964 al 26 novembre 1965 sulla rete televisiva CBS. È stata distribuita anche in Spagna con il titolo El congresista.

## Episodi
| Stagione         | Episodi | Prima TV USA |
| ---------------- | ------- | ------------ |
| Prima stagione   | 26      | 1964-1965    |
| Seconda stagione | 10      | 1965         |